# Валле-Сан-Ніколао
Валле-Сан-Ніколао (італ. Valle San Nicolao, п'єм. Val San Nicolà) — муніципалітет в Італії, у регіоні П'ємонт,  провінція Б'єлла.
Валле-Сан-Ніколао розташоване на відстані близько 540 км на північний захід від Рима, 70 км на північний схід від Турина, 8 км на північний схід від Б'єлли.
Населення — 1064 особи (2014).

## Демографія
Населення за роками:

Станом на 1 січня 2023 року в муніципалітеті офіційно проживало 36 іноземців з 11 країн, серед них 22 громадяни країн Євросоюзу та 2 громадяни України.

## Сусідні муніципалітети
- Біольйо
- Камандона
- Коссато
- Петтіненго
- П'ятто
- П'єдікавалло
- Куаренья
- Скопелло
- Строна
- Триверо
- Валланценго
- Валле-Моссо